# Komplex Haseki Sultan
Komplex Haseki Sultan (zvaný také jako mešita Hürrem Sultan) je osmanská mešita ze 16. století vybudovaná v Istanbulu. Mešita byla první stavbou, která byla navržena hlavním říšským architektem Mimarem Sinanem. 

## Historie
Komplex mešity byl vystavěn na přání Haseki Hürrem Sultan, manželky osmanského sultána Sulejmana I. Oficiálně se za sultána provdala okolo roku 1534 a pravděpodobně projekt financovala ze svého věna. Budova byla navržena architektem Mimarem Sinanem. Byl to jeho první velký projekt a pravděpodobně některé prvky byly navrženy jeho předchůdcem.
Komplex zahrnuje mešitu vhodnou k páteční modlitbě, polévkovou kuchyni (imaret), madrasu, základní školu (mektep) a nemocnici (darüssifa). Obrovský komplex se budoval postupně na obou stranách úzké ulice. Mešita byla dohotovena v letech 1538–39 (podle muslimského kalendáře roku 945), madrasa v letech 1539–40 (muslimský kalendář 946) a polévková kuchyně v letech 1540–41 (947). Nemocnice pak byla dokončena až v letech 1550–51.

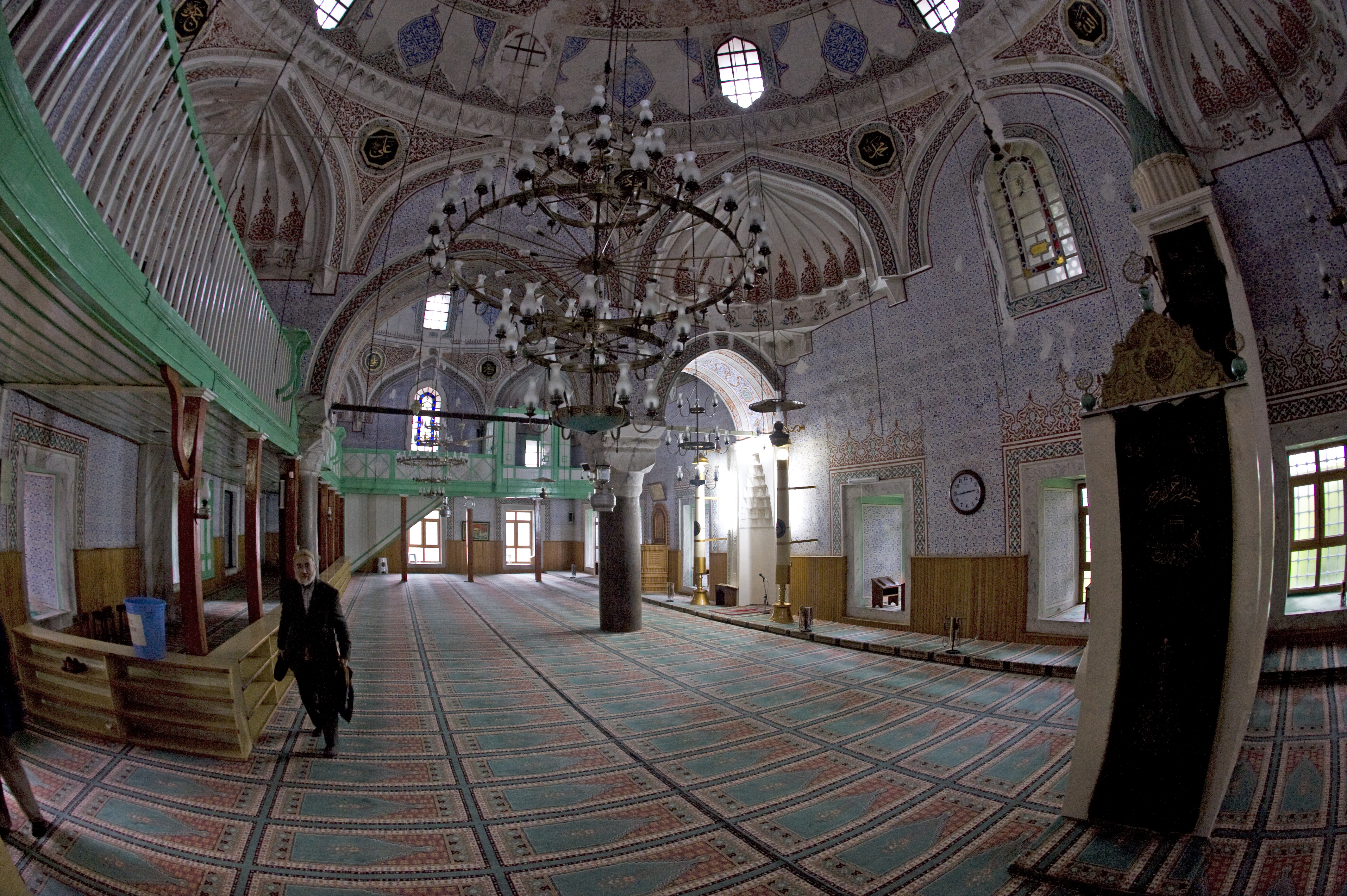
Hlavní část mešity zevnitř

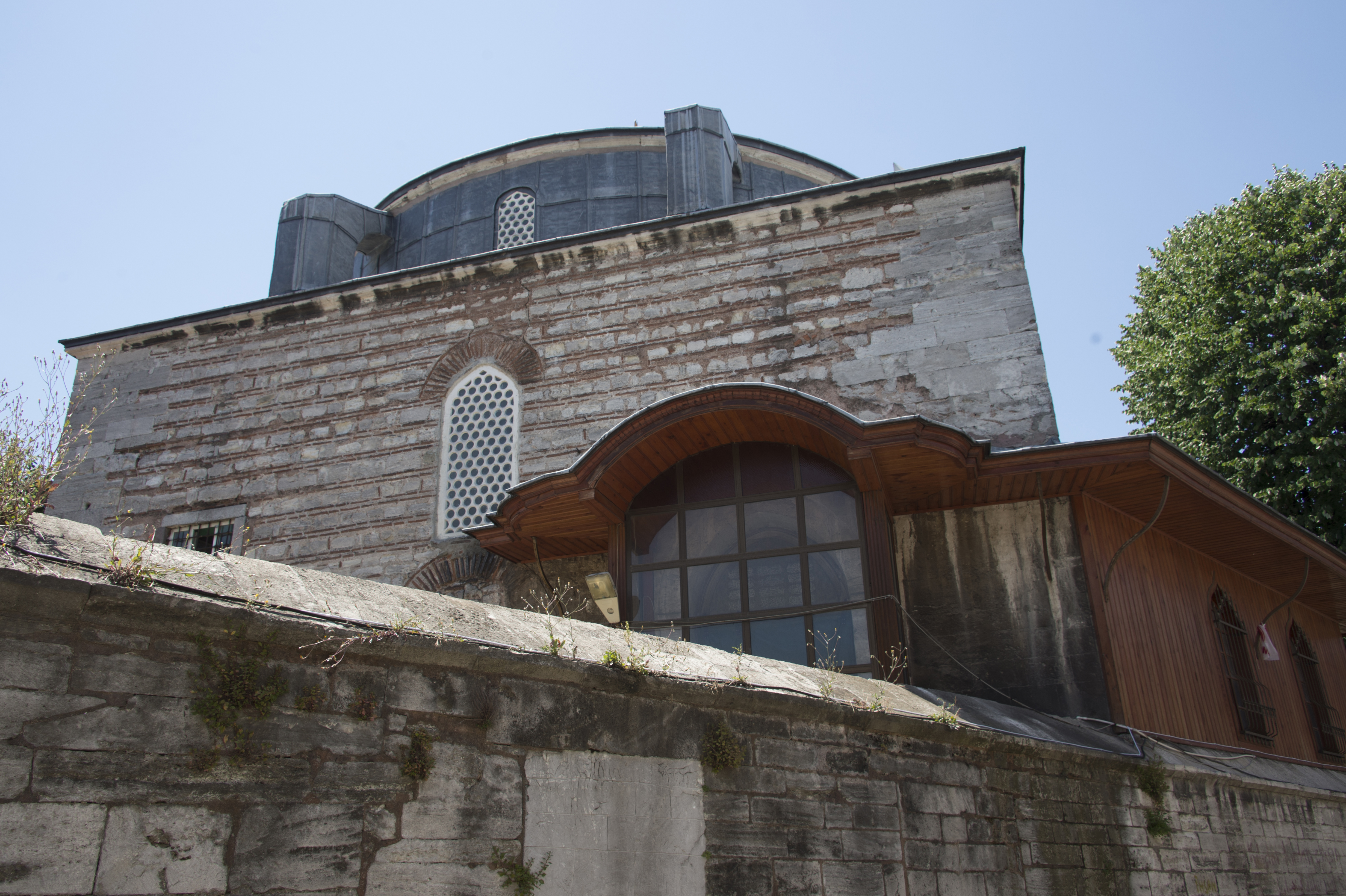
Pohled na komplex z ulice

## Popis
Samotná mešita je vybudována střídavě z kamene a cihel a má jednostranný minaret. Portico má pět oblouků s pěti malými kopulemi, podepřené šesti tenkými mramorovými sloupy. Hlavní modlitební místnost byla původně vystavěna v samostatném dómu. V letech 1612–13, během vlády sultána Ahmeda I., byla mešita zvětšena, aby ji mohlo navštěvovat více modlících se muslimů. Byla přidána druhá kupole a modlitební sál byl tak dvakrát větší. Malované dekorace dómu nejsou původní. Na rozdíl od madrasy a kuchyně nejsou v mešitě využity dlaždice.
Nemocnice má osmiúhelníkový dvůr a je jedinou budovou v komplexu konstrukcí zvané ashlar. Vyřezávaný kamenný nápis nad vchodem z ulice je turecký chronogram udávající datum stavby. Madrasa ve tvaru písmene U má své vlastní nádvoří se šestnácti celami a přednáškovým sálem. Polévková kuchyně se nachází také na nádvoří. Prostory k vaření na severní straně jsou opatřeny čtyřmi oktagonálními komíny.
V letech 2010–12 byl celý komplex opravován.